# VES Awards
Die VES Awards sind eine von der Visual Effects Society (VES) vergebene Auszeichnung für herausragende Arbeit an Visuellen Effekten. Seit 2002 werden jährlich in unterschiedlichen Kategorien Filme, Serien, Werbung und Computerspiele, sowie die Artists, die daran gearbeitet haben, ausgezeichnet.

## Gewinner

### Herausragende visuelle Effekte in einem fotorealistischen Spielfilm
Die Hauptkategorie Outstanding Visual Effects in a Photoreal Feature hieß ursprünglich Best Visual Effects in an (Visual) Effects Driven Motion Picture und wechselte 2015 zum heutigen Namen.
Ausgezeichnet werden fotorealistische Spielfilme (d. h. keine Animationsfilme), in denen Visuelle Effekte sichtbar, essentiell und wichtiger Teil der Handlung sind.
| Jahr | Ausgezeichneter Film                           | Ausgezeichnete Personen                                                   |
| ---- | ---------------------------------------------- | ------------------------------------------------------------------------- |
| 2002 | Der Herr der Ringe: Die zwei Türme             | Jim Rygiel, Joe Letteri, Randall William Cook, Alex Funke                 |
| 2003 | Der Herr der Ringe: Die Rückkehr des Königs    | Jim Rygiel, Dean Wright, Joe Letteri, Randall William Cook                |
| 2004 | Harry Potter und der Gefangene von Askaban     | Roger Guyett, Tim Burke, Theresa Corrao, Emma Norton                      |
| 2005 | King Kong                                      | Joe Letteri, Eileen Moran, Christian Rivers, Eric Saindon                 |
| 2006 | Pirates of the Caribbean – Fluch der Karibik 2 | John Knoll, Jill Brooks, Hal Hickel, Charlie Gibson                       |
| 2007 | Transformers                                   | Scott Farrar, Shari Hanson, Russell Earl, Scott Benza                     |
| 2008 | Der seltsame Fall des Benjamin Button          | Eric Barba, Edson Williams, Nathan McGuinness, Lisa Beroud                |
| 2009 | Avatar – Aufbruch nach Pandora                 | Joe Letteri, Joyce Cox, Eileen Moran, Richard Baneham                     |
| 2010 | Inception                                      | Paul Franklin, Chris Corbould, Mike Chambers, Matthew Plummer             |
| 2011 | Planet der Affen: Prevolution                  | Dan Lemmon, Joe Letteri, Cyndi Ochs, Kurt Williams                        |
| 2012 | Life of Pi: Schiffbruch mit Tiger              | Donald R. Elliott, Susan MacLeod, Guillaume Rocheron, Bill Westenhofer    |
| 2013 | Gravity                                        | Tim Webber, Nikki Penny, Neil Corbould, Richard McBride                   |
| 2014 | Planet der Affen: Revolution                   | Joe Letteri, Ryan Stafford, Hannah Bianchini, Dan Lemmon, Matt Kutcher    |
| 2015 | Star Wars: Das Erwachen der Macht              | Roger Guyett, Luke O’Byrne, Patrick Tubach, Paul Kavanagh, Chris Corbould |
| 2016 | The Jungle Book                                | Robert Legato, Joyce Cox, Andrew R. Jones, Adam Valdez, JD Schwalm        |
| 2017 | Planet der Affen: Survival                     | Joe Letteri, Ryan Stafford, Daniel Barrett, Dan Lemmon, Joel Whist        |
| 2018 | Avengers: Infinity War                         | Dan DeLeeuw, Jen Underdahl, Kelly Port, Matt Aitken, Dan Sudick           |
| 2019 | Der König der Löwen                            | Robert Legato, Tom Peitzman, Adam Valdez, Andrew R. Jones                 |
| 2020 | The Midnight Sky                               | Matt Kasmir, Greg Baxter, Chris Lawrence, Max Solomon, David Watkins      |
| 2021 | Dune                                           | Paul Lambert, Brice Parker, Tristan Myles, Brian Connor, Gerd Nefzer      |
| 2022 | Avatar: The Way of Water                       | Richard Baneham, Walter Garcia, Joe Letteri, Eric Saindon, JD Schwalm     |

### Herausragende visuelle Effekte als Unterstützung in einem fotorealistischen Spielfilm
Die Auszeichnung Outstanding Supporting Visual Effects in a Photoreal Feature ehrt unsichtbare oder nahezu unsichtbare visuelle Effekte in Spielfilmen. Diese dienen als Unterstützung des Films und der Handlung und sollen für das ungeübte Auge unerkennbar bleiben. Aktueller Preisträger ist Deepwater Horizon.
| Jahr | Ausgezeichneter Film                                      | Ausgezeichnete Personen                                                        |
| ---- | --------------------------------------------------------- | ------------------------------------------------------------------------------ |
| 2002 | Der Anschlag                                              | Glenn Neufeld, Derek Spears, Dan Malvin, Al Disarro                            |
| 2003 | Last Samurai                                              | Jeffrey A. Okun, Thomas Boland, Bill Mesa, Ray McIntyre, Jr.                   |
| 2004 | Aviator                                                   | Rob Legato, Ron Ames Matthew Gratzner, Pete Travers                            |
| 2005 | Königreich der Himmel                                     | Wes Sewell, Victoria Alonso, Tom Wood, Gary Brozenich                          |
| 2006 | Flags of Our Fathers                                      | Michael Owens, Matthew Butler, Bryan Grill, Julian Levi                        |
| 2007 | Ratatouille                                               | Michael Fong, Apurva Shah, Christine Waggoner, Michael Fu                      |
| 2008 | Der fremde Sohn                                           | Michael Owens, Geoffrey Hancock, Jinnie Pak, Dennis Hoffman                    |
| 2009 | Sherlock Holmes                                           | Jonathan Fawkner, Chas Jarrett, David Vickery, Dan Barrow                      |
| 2010 | Hereafter – Das Leben danach                              | Michael Owens, Joel Mendias, Bryan Grill, Danielle Plantec                     |
| 2011 | Hugo Cabret                                               | Ben Grossmann, Alex Henning, Rob Legato, Karen Murphy                          |
| 2012 | The Impossible                                            | Felix Bergés, Sandra Hermida, Pau Costa Moeller                                |
| 2013 | Lone Ranger                                               | Tim Alexander, Gary Brozenich, Shari Hanson, Kevin Martel                      |
| 2014 | Birdman oder (Die unverhoffte Macht der Ahnungslosigkeit) | Ara Khanikian, Ivy Agregan, Jake Braver, Isabelle Langlois                     |
| 2015 | The Revenant – Der Rückkehrer                             | Rich McBride, Ivy Agregan, Jason Smith, Nicolas Chevallier, Cameron Waldbauer  |
| 2016 | Deepwater Horizon                                         | Craig Hammack, Petra Holtorf-Stratton, Jason Snell, John Galloway, Burt Dalton |

### Herausragende animierte Charaktere in einem fotorealistischen Spielfilm
| Jahr | Ausgezeichneter Film / Charakter                            | Ausgezeichnete Personen                                           |
| ---- | ----------------------------------------------------------- | ----------------------------------------------------------------- |
| 2002 | Der Herr der Ringe: Die zwei Türme                          | Richard Baneham, Eric Saindon, Ken McGaugh, Bay Raitt             |
| 2003 | Der Herr der Ringe: Die Rückkehr des Königs                 | Steven Hornby, Andy Serkis, Matthias Menz, Greg Butler            |
| 2004 | Harry Potter und der Gefangene von Askaban / Hippogreif     | Michael Eames, David Lomax, Felix Balbas, Pablo Grillo            |
| 2005 | King Kong / Kong                                            | Andy Serkis, Christian Rivers, Atsushi Sato, Guy Williams         |
| 2006 | Pirates of the Caribbean – Fluch der Karibik 2 / Davy Jones | Steve Walton, Jung-Seung Hong, Marc Chu, James Tooley             |
| 2007 | Pirates of the Caribbean – Am Ende der Welt / Davy Jones    | Hal Hickel, Marc Chu, Jakub Pistecky, Maia Kayser                 |
| 2008 | Der seltsame Fall des Benjamin Button / Benjamin Button     | Steve Preeg, Matthias Wittmann, Tom St. Amand, David McLean       |
| 2009 | Avatar – Aufbruch nach Pandora / Neytiri                    | Joe Letteri, Andrew R. Jones, Jeff Unay, Zoe Saldana              |
| 2010 | Harry Potter und die Heiligtümer des Todes – Teil 1 / Dobby | Mathieu Vig, Ben Lambert, Laurie Brugger, Marine Poirson          |
| 2011 | Planet der Affen: Prevolution / Caesar                      | Daniel Barrett, Florian Fernandez, Matthew Muntean, Eric Reynolds |
| 2012 | Life of Pi: Schiffbruch mit Tiger / Richard Parker          | Erik De Boer, Sean Comer, Betsy Asher Hall, Kai-Hua Lan           |
| 2013 | Der Hobbit: Smaugs Einöde / Smaug                           | Eric Reynolds, David Clayton, Myriam Catrin, Guillaume Francois   |
| 2014 | Planet der Affen: Revolution / Caesar                       | Paul Story, Eteuati Tema, Andrea Merlo, Emiliano Padovani         |
| 2015 | The Revenant – Der Rückkehrer / Der Bär                     | Matt Shumway, Gaelle Morand, Karin Cooper, Leandro Estebecorena   |
| 2016 | The Jungle Book / King Louie                                | Paul Story, Dennis Yoo, Jack Tema, Andrei Coval                   |

### Herausragende visuelle Effekte in einer fotorealistischen Serie
Die Kategorie Outstanding Visual Effects in a Photoreal Episode hieß ursprünglich Best Visual Effects in a Television Series / Broadcast Program und wurde 2014 umbenannt.
| Jahr | Ausgezeichnete Fernsehserie / Episode                        | Ausgezeichnete Personen                                                  |
| ---- | ------------------------------------------------------------ | ------------------------------------------------------------------------ |
| 2002 | Firefly – Der Aufbruch der Serenity / Serenity (Folge 1x01)  | Emile Smith, Rocco Passionino, Loni Peristere, Kristen Branan            |
| 2003 | Buffy – Im Bann der Dämonen / Das Ende der Zeit (Folge 7x22) | Loni Peristere, Patti Gannon, Ronald Thornton, Chris Zapara              |
| 2004 | Star Trek: Enterprise / Sturmfront – Teil 2 (Folge 4x02)     | Ronald Moore, Daniel Curry, David Takemura, Fred Pienkos                 |
| 2005 | Rom / Der gestohlene Adler (Folge 1x01)                      | Barrie Hemsley, James Madigan, Duncan Kinnaird, Joe Pavlo                |
| 2006 | Battlestar Galactica / Exodus – Teil 2 (Folge 3x04)          | Gary Hutzel, Michael Gibson, Alec McClymont, Brenda Campbell             |
| 2007 | Fight for Life / Folge 1x04                                  | Philip Dobree, Nicola Instone, Marco Iozzi, Matt Chandler                |
| 2008 | Battlestar Galactica / BSG Space Battle                      | Gary Hutzel, Michael Gibson, Doug Drexler, Kyle Toucher                  |
| 2009 | Battlestar Galactica / Folge 4x19                            | Michael Gibson, Gary Hutzel, Jesse Toves, Dave Morton                    |
| 2010 | Caprica                                                      | Michael Gibson, Gary Hutzel, Davey Morton, Jesse Mesa Toves              |
| 2011 | Terra Nova                                                   | Kevin Blank, Colin Brady, Adica Manis, Jason Zimmerman                   |
| 2012 | Game of Thrones / Valar Morghulis (Folge 2x10)               | Rainer Gombos, Steve Kullback, Sven Martin, Juri Stanossek               |
| 2013 | Game of Thrones / Valar Dohaeris (Folge 3x01)                | Steve Kullback, Joe Bauer, Jörn Großhans, Sven Martin                    |
| 2014 | Game of Thrones / Die Kinder (Folge 4x10)                    | Joe Bauer, Steve Kullback, Stuart Brisdon, Thomas Schelesny, Sven Martin |
| 2015 | Game of Thrones / Der Tanz der Drachen (Folge 5x09)          | Joe Bauer, Steve Kullback, Eric Carney, Derek Spears, Stuart Brisdon     |
| 2016 | Game of Thrones / Die Schlacht der Bastarde (Folge 6x09)     | Joe Bauer, Steve Kullback, Glenn Melenhorst, Matthew Rouleau, Sam Conway |